# Арменско земетресение
Арменското земетресение става в 11:41 местно време на 7 декември 1988. Земетресението има магнитуд 7,2, а епицентърът му е близо до град Спитак в Армения, тогава част от Съветския съюз. Град Спитак е почти напълно разрушен, като щети има и в градовете Ленинакан (Гюмри) и Кировакан (Ванадзор), както и в селата в региона. Общият брой на жертвите е около 25 000 души.
Земетресението нанася тежки поражения, като са разрушени много училища и болници. Това, заедно с ниските зимни температури и неадекватната реакция на администрацията, затруднява хуманитарните и възстановителни работи непосредствено след земетресението.
Арменското земетресение се превръща в един от символичните моменти на либерализацията в Съветския съюз, като става първото бедствие, при което съветското правителство допуска чужди спасителни и хуманитарни екипи да се включат във възстановителните работи.